# Schismatogobius fuligimentus
Schismatogobius fuligimentus és una espècie de peix de la família dels gòbids i de l'ordre dels perciformes.

## Morfologia
- Els mascles poden assolir 2,9 cm de longitud total i les femelles 3,84.[4]

## Hàbitat
És un peix d'aigua dolça, de clima tropical (21 °C-25 °C) i bentopelàgic que viu entre 0-1 m de fondària.

## Distribució geogràfica
Es troba a Oceania: Nova Caledònia.

## Observacions
És inofensiu per als humans.